# Aylin Daşdelen
Aylin Daşdelen (ur. 1 stycznia 1982 w Yiğitler) – turecka sztangistka, trzykrotna medalistka mistrzostw świata, czterokrotna mistrzyni Europy, dwukrotna olimpijka (Ateny, Londyn).

## Przebieg kariery
Zadebiutowała w 1996 na rozgrywanych w Burgasie mistrzostwach Europy do lat 16, na których zdobyła złoty medal. W 1997 otrzymała tytuł wicemistrzyni świata juniorów. Drugi i ostatni medal mistrzostw świata juniorów wywalczyła pięć lat później, zdobywając srebrny medal na mistrzostwach w Hawierzowie.
W 2002 i 2003 otrzymała złoty medal mistrzostw Europy. Na mistrzostwach w Lutraki dodatkowo pobiła rekordy Europy w rwaniu, podrzucie oraz dwuboju. W 2003 otrzymała także pierwszy w karierze medal mistrzostw świata, czego dokonała na mistrzostwach w Vancouver. Kolejne dwa medale mistrzostw Europy otrzymała na czempionatach, które rozgrywano w 2004 i 2009 roku.
W ramach letnich igrzysk olimpijskich w Atenach zajęła 4. pozycję w swej kategorii wagowej z rezultatem 225 kg w dwuboju.
W latach 2010–2011 otrzymała kolejne dwa złote medale mistrzostw Europy, w tym samym okresie otrzymała również dwa tytuły wicemistrzyni świata. W 2012 otrzymała siódmy medal mistrzostw Europy, co uczyniła podczas mistrzostw w Antalyi.
Uczestniczyła w letnich igrzyskach olimpijskich w Londynie, na których w swej kategorii wagowej nie zaliczyła żadnej próby w podrzucie, w związku z czym nie była ona klasyfikowana.
Jest czterokrotną medalistką igrzysk śródziemnomorskich – na igrzyskach w 2009 zdobyła złoty medal w podrzucie i srebrny w rwaniu, natomiast na igrzyskach w 2013 zdobyła złote medale zarówno w rwaniu, jak i podrzucie.

## Osiągnięcia
| Rok  | Zawody                      | Miasto     | Miejsce | Kategoria | Wynik    | Źródło |
| ---- | --------------------------- | ---------- | ------- | --------- | -------- | ------ |
| 1997 | Mistrzostwa świata juniorów | Kapsztad   | 2.      | 59 kg     | 182,5 kg | [ 2 ]  |
| 1997 | Mistrzostwa Europy          | Sewilla    | –       | 54 kg     | 0 kg     | [ 2 ]  |
| 1999 | Mistrzostwa Europy          | A Coruña   | 11.     | 53 kg     | 150 kg   | [ 2 ]  |
| 2001 | Mistrzostwa świata          | Antalya    | 8.      | 53 kg     | 185 kg   | [ 3 ]  |
| 2002 | Mistrzostwa Europy          | Antalya    | 1.      | 53 kg     | 205 kg   | [ 2 ]  |
| 2002 | Mistrzostwa świata juniorów | Hawierzów  | 2.      | 53 kg     | 190 kg   | [ 3 ]  |
| 2003 | Mistrzostwa Europy          | Lutraki    | 1.      | 58 kg     | 220 kg   | [ 4 ]  |
| 2003 | Mistrzostwa świata          | Vancouver  | 3.      | 58 kg     | 210 kg   | [ 3 ]  |
| 2004 | Mistrzostwa Europy          | Kijów      | 2.      | 58 kg     | 220 kg   | [ 2 ]  |
| 2004 | Letnie igrzyska olimpijskie | Ateny      | 4.      | 58 kg     | 225 kg   | [ 3 ]  |
| 2007 | Mistrzostwa Europy          | Strasburg  | 6.      | 58 kg     | 199 kg   | [ 2 ]  |
| 2007 | Mistrzostwa świata          | Chiang Mai | 20.     | 58 kg     | 190 kg   | [ 3 ]  |
| 2009 | Mistrzostwa Europy          | Bukareszt  | 2.      | 53 kg     | 187 kg   | [ 3 ]  |
| 2009 | Mistrzostwa świata          | Goyang     | 6.      | 53 kg     | 198 kg   | [ 3 ]  |
| 2010 | Mistrzostwa Europy          | Mińsk      | 1.      | 53 kg     | 208 kg   | [ 3 ]  |
| 2010 | Mistrzostwa świata          | Antalya    | 2.      | 53 kg     | 211 kg   | [ 3 ]  |
| 2011 | Mistrzostwa Europy          | Kazań      | 1.      | 53 kg     | 202 kg   | [ 3 ]  |
| 2011 | Mistrzostwa świata          | Paryż      | 2.      | 53 kg     | 219 kg   | [ 3 ]  |
| 2012 | Mistrzostwa Europy          | Antalya    | 2.      | 53 kg     | 201 kg   | [ 3 ]  |
| 2012 | Letnie igrzyska olimpijskie | Londyn     | –       | 53 kg     | 0 kg     | [ 3 ]  |